# Zoho Corporation
Zoho Corporation (antes AdventNet) es una empresa multinacional de tecnología que se especializa en el desarrollo de software, servicios en la nube y aplicaciones web de negocios. Cuenta con oficinas en varios países como Australia, Países Bajos, Japón, China, Singapur, Brasil y México, entre otros. La matriz se encuentra en  Pleasanton, California (Estados Unidos) y sus oficinas centrales están ubicadas en Chennai, Tamil Nadu (India). Fue fundada en 1996 por Sridhar Vembu y Tony Thomas como AdventNet, una empresa de gestión de redes. En 2009 fue rebautizada como Zoho Corporation transformándose en la base de tres divisiones dedicadas a mercados distintos: Zoho, ManageEngine y WebNMS.
Zoho diseña y provee software empresarial especializado para organizaciones de todos tamaños. Entre sus productos más importantes se encuentran su famosa aplicación de ventas Zoho, su galardonada solución de Mesa de ayuda y Soporte Zoho Desk, la herramienta para creación de aplicaciones con código bajo,Zoho Creator  su herramienta de Inteligencia empresarial (BI), Zoho Analytics  y su suite de aplicaciones Todo en Uno, Zoho One, un paquete de bajo costo que incluye más de 45 aplicaciones de alto nivel para gestionar todas las áreas de una empresa. Se estima que Zoho cuenta con alrededor de 8000 empleados en todo el mundo y más de 80 millones de usuarios.
ManageEngine está enfocada a la gestión de TI y backend  para empresas. Cuenta con más de 90 productos, muchos de ellos gratuitos, dirigidos a facilitar la gestión de Directorio Activo, Mesa de ayuda IT, Redes y servidores, Aplicaciones, Seguridad de IT, Analítica, Servicios en la nube y Servicios administrados. Más de 180,000 empresas utilizan los servicios de ManageEngine.
WebNMS, por su lado, es la división de la empresa enfocada a Internet de las Cosas (IoT). Es una plataforma de nivel empresarial que provee soluciones de vanguardia para conectar, monitorear y gestionar infraestructura remota de energía y activos, brindando la posibilidad de centralizar y automatizar operaciones de negocios, usar energía eficientemente, gestionar salud de activos, optimizar transporte y asegurar y controlar el ambiente empresarial de manera remota. Cuenta con más de 25,000 implementaciones a nivel mundial.

## Divisiones

### Zoho
Suite de aplicaciones empresariales diseñadas para trabajar de forma independiente o integrada, transformando la forma de operación de una empresa.

### ManageEngine
Software de manejo de TI para cubrir diversas necesidades empresariales.

### WebNMS
Plataforma empresarial de Internet de las cosas (IoT) para maximizar el potencial de la infraestructura conectada de una empresa.

## Productos

### Ventas y marketing

##### Zoho CRM
Solución de CRM alojada en la nube con una visión omnicanal que ayuda a sus clientes a gestionar sus ventas, marketing y soporte desde una sola plataforma altamente personalizable.

##### Zoho Bigin
Herramienta de CRM enfocada en embudos de venta y diseñada para pequeñas empresas. Enfocada en hacer su proceso más efectivo a través de automatización y personalización.

##### Zoho Campaigns
Herramienta de envío de campañas por correo electrónico con funciones de automatización y plantillas para facilitar a los clientes el envío de sus mensajes a clientes y prospectos.

##### Zoho Forms
Aplicación para creación inteligente de formularios web que se integra fácilmente con cientos de aplicaciones de terceros y otras aplicaciones de Zoho.

##### Zoho Sign
Aplicación para firma digital y verificación de documentos legales para evitar el transporte de documentos en papel.

##### Zoho Social
Herramienta amigable de gestión, publicación y monitoreo de marcas en redes sociales.

##### Zoho SalesIQ
Solución para monitoreo de sitios web e interacción con los visitantes a través de chat en vivo interactivo, chatbots personalizables y otras funciones.

##### Zoho Survey
Aplicación en línea para elaboración y despliegue de encuestas para recopilar información empresarial útil. Cuenta con más de 200 plantillas para facilitar su uso en minutos.

##### Zoho SalesInbox
Ofrece a los equipos de ventas el contexto necesario para cerrar tratos más rápido. Toma información de ventas desde un CRM para ordenar de forma automática los correos electrónicos de trabajo en categorías, facilitando la priorización de mensajes.

##### Zoho Sites
Herramienta intuitiva y fácil de utilizar para creación de sitios web profesionales. Cuenta con elemento prediseñados para facilitar la creación de sitios con un simple "arrastrar y soltar". Puede integrarse con otras herramientas de Zoho y terceros para monitorear tráfico, desempeño y capturar prospectos.

##### Zoho PageSense
Aplicación que permite a sus usuarios optimizar el desempeño de sus sitios web a partir de mapas de calor y  otras mediciones clave para entender el comportamiento de clientes y visitantes durante su tiempo en el sitio.

##### Zoho Backstage
Herramienta para gestión y coordinación de eventos presenciales y virtuales que permite a los organizadores eficientar el proceso de venta de boletos, patrocinios y acceso al evento.

##### Zoho Commerce
Solución que ayuda a sus clientes a crear sitios de eCommerce fácil y rápidamente. Con funciones clave como gestión de inventarios, procesamiento de pagos, manejo de envíos, promoción de marca y análisis de datos.

##### Zoho Bookings
Aplicación en línea que permite la fácil gestión de reservaciones para una empresa o negocio. Permitiendo a sus usuarios coordinar citas, autoservicio de reservación para clientes y recolección de pagos en línea.

##### Zoho Marketing Automation
Plataforma todo en uno de automatización de marketing para gestión de actividades de mercadotecnia en múltiples canales, diseñada para optimizar y facilitar el proceso de obtención de prospectos y su conversión a clientes.

### Soporte y mesa de ayuda

##### Zoho Desk
Galardonada plataforma de mesa de ayuda y soporte que permite a sus usuarios brindar una atención a cliente excepcional. Cuenta con funciones omnicanal que permiten a los equipos de atención conocer todas las interacciones que los clientes hecho en diversos canales.

##### Zoho Assist
Aplicación alojada en la nube que permite a equipos de soporte brindar ayuda de forma remota a través de acceso directo a equipos para facilitar la solución de problemas a distancia.

##### Zoho Lens
Herramienta de soporte con Realidad Aumentada para facilitar la resolución de problemas técnicos de forma remota.

##### Zoho Catalyst
Plataforma sin servidores para implementaciones corporativas que reduce la complejidad y costos operacionales de la implementación al eliminar la necesidad de gestionar infraestructura física de TI.

### Finanzas y operaciones

##### Zoho Invoice
Software de facturación digital para creación de facturas y comprobantes, envío automático de recordatorios de pago y gestión rápida de pagos en línea.

##### Zoho Books
Solución completa de contabilidad en línea que rastrea los pagables y recibos de una empresa, automatiza pagos y ayuda a establecer flujos de trabajo para acelerar las operaciones de una empresa.

##### Zoho Subscriptions
Software en línea para gestión de negocios por suscripción. Configuración de pagos recurrentes, recordatorios y facturación automática.

##### Zoho Expense
Herramienta de manejo y reporte de gastos en línea. Se pueden generar reportes automáticos de gastos, gestionar aprobaciones de reembolso y más.

##### Zoho Inventory
Aplicación de gestión de inventarios para empresas en crecimiento. Permite llevar registro de cada unidad que entra y sale del inventario, rastrear el cumplimiento de órdenes y controlar los productos.

##### Zoho Checkout
Herramienta en línea y fácil de usar, diseñada para crear sitios personalizados de pago en minutos.

##### Zoho Payroll
Software diseñado para mejorar el proceso de nómina de empresas de todos tamaños. Ayuda a las empresas a pasar menos tiempo

### Correo electrónico y colaboración

##### Zoho Mail
Alojamiento de correo electrónico empresarial seguro, encriptado, sin publicidad y con grandes medidas de privacidad de datos.

##### Zoho Cliq
Software de comunicación empresarial construido para consolidar todas las conversaciones de una empresa en una sola plataforma a través de chat, videollamada y llamada por voz.

##### Zoho WorkDrive
Almacenamiento virtual empresarial para equipos en colaboración. WorkDrive permite a los miembros de equipos almacenar, compartir y colaborar en documentos de forma segura y completamente privada.

##### Zoho Office Suite
Herramientas gratuitas que permiten el trabajo en línea y la colaboración en tiempo real. Incluye Zoho Writer, para creación de documentos impulsada por IA; Zoho Sheet, para generación de bases de datos; Zoho Show, para diseño de presentaciones profesionales y Zoho Notebook, para guardar notas importantes y acceder a ellas desde donde sea.

##### Zoho Projects
Software alojado en la nube para Project Management o Gestión de proyectos. Ayuda a sus usuarios a planear y rastrear su trabajo eficazmente así colaborar con su equipo sin importar donde estén.

##### Zoho Sprints
Herramienta de planeación y rastreo de proyectos para equipos ágiles. Permite el trabajo eficiente y rastreo de objetivos con tableros Scrum.

##### Zoho BugTracker
Software para rastreo de errores y bugs fácil, rápido y escalable para entregar productos a tiempo.

##### Zoho Connect
Plataforma de colaboración y comunicación en equipo. Connect es una red social empresarial que une a empleados, socios y proveedores para mantenerlos al tanto de lo que pasa en la empresa e impulsar la comunicación interna.

##### Zoho Meeting
Solución segura y privada para reuniones en línea y webinars. Funciones de audio, video, control remoto y compartición de pantalla.

##### Zoho Vault
Herramienta segura para guardar y gestionar contraseñas y evitar la filtración de datos en navegadores.

##### Zoho ShowTime
Software de capacitación y educación en línea que permite construir una marca personalizada y diseñar un modelo de negocio de entrenamientos virtuales.

### Recursos Humanos

##### Zoho Recruit
Aplicación para rastreo de candidatos que facilita la labor de reclutamiento y asegura que el equipo de reclutadores encuentre a la mejor persona para el trabajo.

##### Zoho People
Sistema de Recursos Humanos en la nube que ayuda a una mejor gestión de la fuerza de trabajo a través de funciones como distribución de documentos, registro de asistencia, evaluaciones de desempeño y mucho más.

##### Workerly
Software para gestión de fuerza de trabajo temporal y pago por horas.

### Soluciones personalizadas e Inteligencia Empresarial

##### Zoho Creator
Plataforma de Código Bajo para creación de aplicación personalizadas que cubren todas las necesidades específicas de una empresa. Todo sin necesidad de programación.

##### Zoho Flow
Herramienta de automatización para flujos de trabajo que aumenta las capacidades de integración e intercambios de datos entre distintas aplicaciones.

##### Ochestly
Creador de flujos de trabajo para estandarizar procesos empresariales de rutina o avanzados.

##### Zoho Analytics
Plataforma de autoservicio para Inteligencia Empresarial que provee a las empresas con analítica y perspectivas relevantes para la mejora y optimización de la organización.